# Gravenhurst (Bedfordshire)
Gravenhurst è un villaggio e parrocchia civile dell'Inghilterra, appartenente alla contea del Bedfordshire.